# Haikouichthys
Haikouichthys (Gr.: „Fisch von Haikou“) ist eine Gattung aus der Stammgruppe der Wirbeltiere (Vertebrata). Die einzige beschriebene Art ist Haikouichtys ercaicunensis aus dem Unterkambrium von China. In der Konservatlagerstätte von Chengjiang wurden bisher über 500 Einzelfossilien der Gattung geborgen.

## Merkmale
Haikouichtys wurde etwa 25 mm lang, war schlank, fisch- und stromlinienförmig. Die Fossilien lassen am Kopf Augen, kleine paarige Nasenhöhlen und im ersten Körperdrittel sechs Kiemenbögen erkennen. Außerdem ein Gehirn, das von Knorpelsubstanz geschützt wird. Auf einer Chorda dorsalis finden sich bis zu zehn quadratische Elemente, bei denen es sich eventuell um knorpelige Wirbel handelt. Auch das Herz, der Darm und Keimdrüsen sind zu erkennen. In der hinteren Hälfte des Körpers kann man V-förmige Muskelpakete erkennen. Der Körper schließt mit einer abgerundeten Schwanzflosse ab.

## Systematik
Wegen des Kiemenkorbes, eines ringförmigen Lippenknorpels und eines einzelnen, nach oben öffnenden Nasenhypophysengangs nimmt man an, dass Haikouichthys die Schwestergattung der Neunaugen (Petromyzontiformes) oder die der Neunaugen und der weiter entwickelten Wirbeltiere ist. Eventuell ist Haikouichthys identisch mit Myllokunmingia. In diesem Fall würde Haikouichthys zum Juniorsynonym von Myllokunmingia. D.-G. Shu von der Universität Nordwestchinas in Xi’an hält das jedoch für unwahrscheinlich.